# 幼い洗礼者聖ヨハネと子羊
『幼い洗礼者聖ヨハネと子羊』（おさないせんれいしゃせいヨハネとこひつじ、西: El niño San Juan con el cordero、英: The Infant Saint John with the Lamb）は、17世紀スペインの巨匠バルトロメ・エステバン・ムリーリョが1660-1665年にキャンバス上に油彩で制作した絵画である。本来、ムリーリョの最大の庇護者の1人であったフスティーノ・デ・ネーベの没後財産目録に記載されていた作品で、1840年にサイモン・ホートン・クラーク卿から購入されて以来、ナショナル・ギャラリー (ロンドン) に所蔵されている。

## 背景

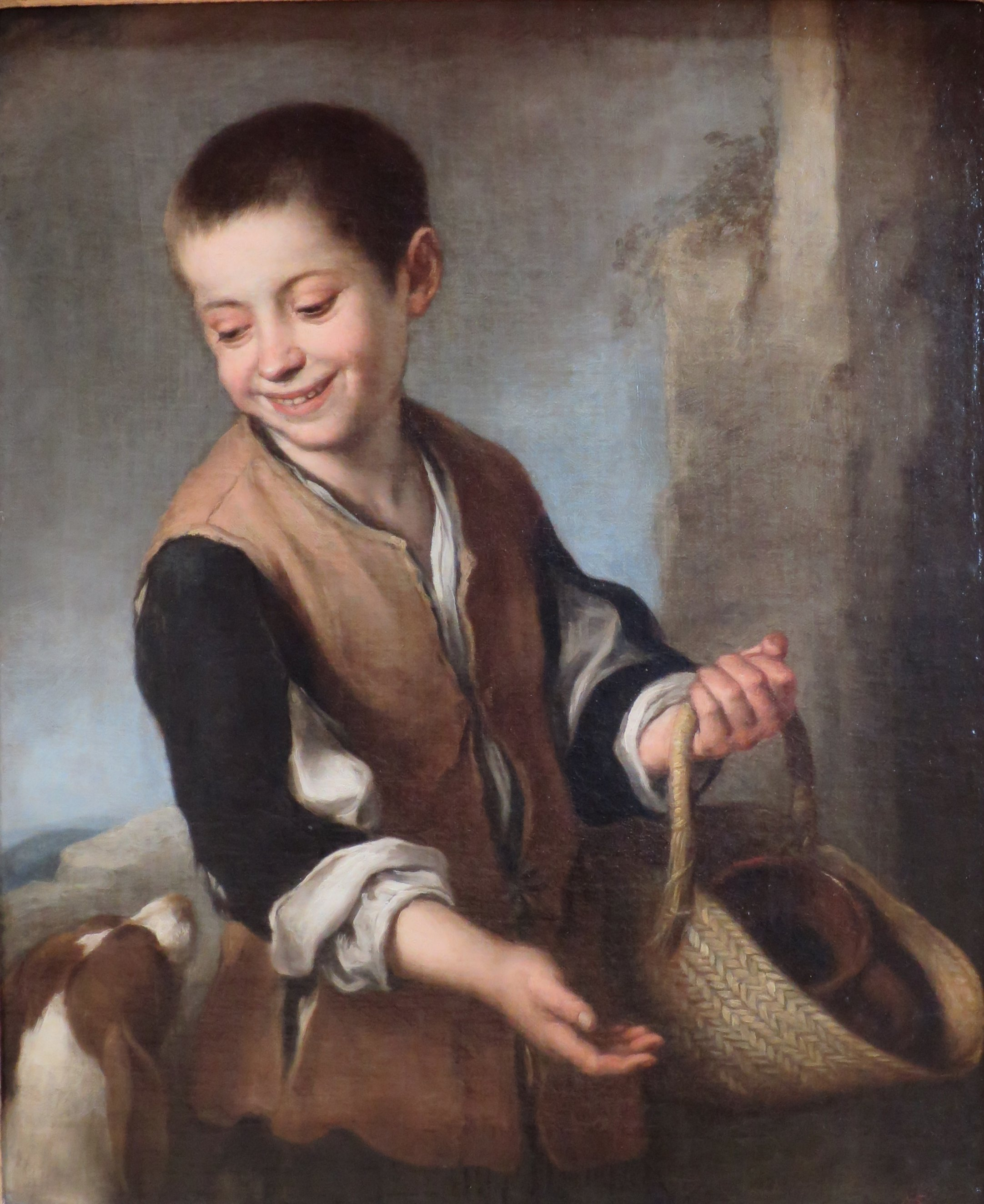
ムリーリョ『犬を連れた少年』、エルミタージュ美術館、サンクトペテルブルク

ムリーリョの芸術の中で子供の占める役割は大きい。彼は、浮浪児であろうと幼子イエス・キリストであろうと生涯にわたって子供の姿を描き続け、また、それ以外にも宗教画の中で天使やプットとして好んで子供の愛らしい姿を描いた。ヨーロッパ絵画全体を見渡しても、ムリーリョはこの分野で際立った地位を占めている。
ムリーリョは、子供を優しく写実的に描くことを得意とした。しかし、画家の風俗画と宗教画では子供の描き方は趣を異にしている。風俗画では、ボロを纏った浮浪児の逞しい生活力、あるいは下層階級の子供の生き生きとした生活がありのままに描かれている。それに対して、宗教画に描かれた幼子イエス・キリストや幼子の洗礼者ヨハネは、愛らしさとともに神々しい美しさに輝いている。

## 作品
『新約聖書』によれば、聖ヨハネは聖母マリアの従姉妹のエリサベトの息子として1世紀のパレスチナに生まれた。また、聖書の『外典』の記述によれば、贖罪の祈りを実践するよう両親に砂漠に放置され、幼少期を過ごしたとされる。「マタイによる福音書」 (3章4) は、ヨハネが「らくだの毛衣を着、腰に革の帯を締め、いなごと野蜜を食べ物としていた」と記している。彼は荒野で隠者のように暮らしながら、説教を行い、洗礼を施す暮らしを続けていたが、ある日、イエス・キリストが洗礼を受けるために彼のもとに姿を現すことになる。

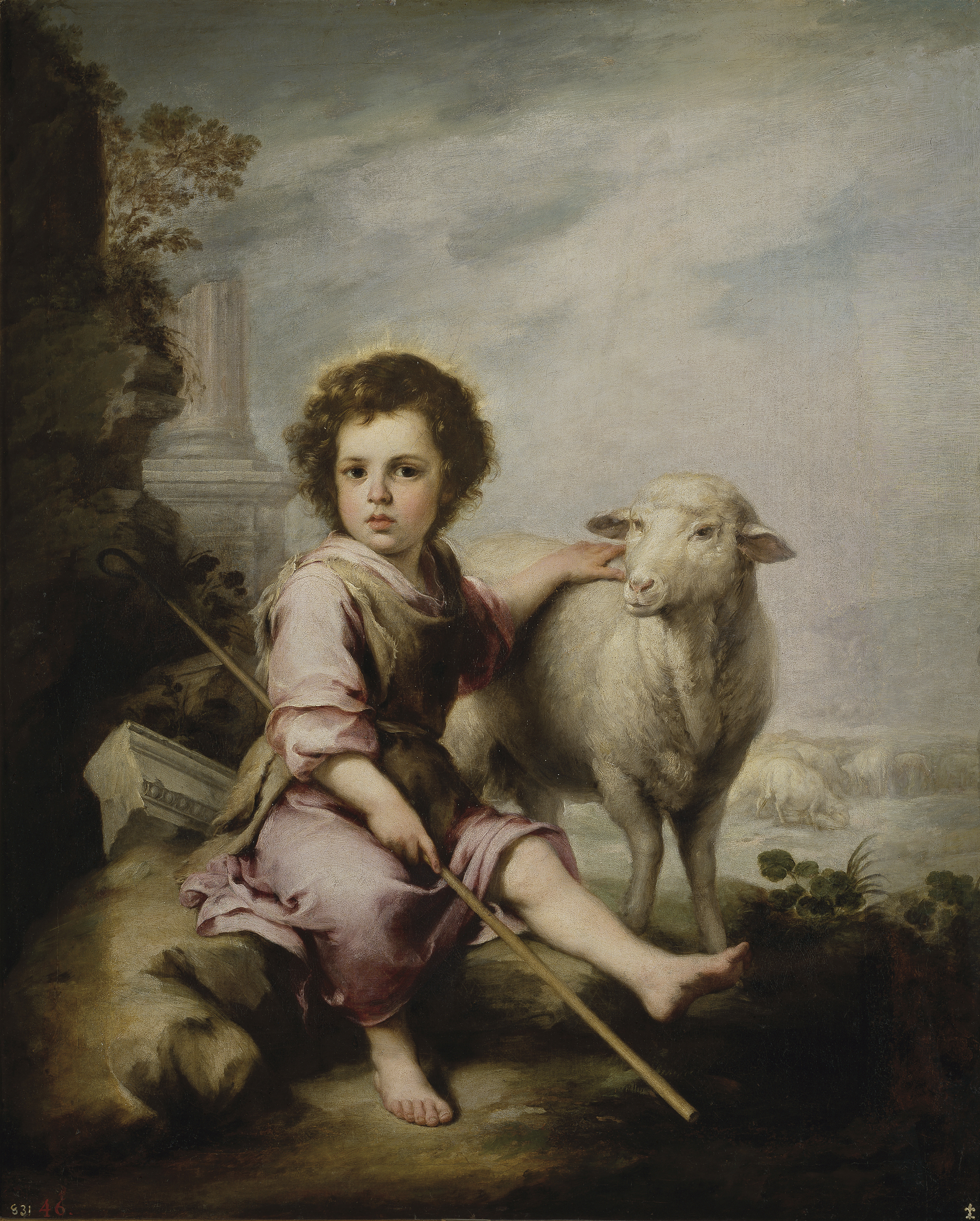
ムリーリョ『善き羊飼い』 (1660年ごろ)、プラド美術館、マドリード

ヨハネを幼子として表す図像自体は15世紀のイタリアで一般化したが、17世紀のスペインでは、ヨハネは愛らしく親しみやすい独立像として表されるようになり、高い人気を博した。そこには、救世主イエスに洗礼を授けた者としての無垢さや純粋さを強調するという意図があったのであろう。本作のヨハネは、イエスの贖罪の象徴である子羊を抱いている姿で表されている。彼と子羊の仲睦まじさは非常に人間的な性質を持っている。ヨハネは天を指差しており、それは、イエスと出会った時に彼がいった「見よ、神の子羊」 (「ヨハネによる福音書」1章29) に言及しているものである。彼の足元右側にある葦の十字架 (ヨハネのアトリビュート) に巻かれた紙片には、その言葉自体が記されている。 
子羊はまた、人類の救済のために自身を犠牲にしたとされるイエスが羊たち (人々) を危害から守る善き羊飼いとして役割を持つことを示唆する。そのことは、1804年まで本作の対作品であった、羊の群れの中のイエスが1頭の羊に手を置いている『善き羊飼いとしての若いキリスト』 (個人蔵) によって強調されている。ちなみに、この対作品以外にも、ムリーリョは『善き羊飼い』 (プラド美術館、マドリード) でイエスが羊に手を置く姿を描いた。